# Tổng hội Báp-tít Việt Nam
Tổng hội Báp-tít Việt Nam (chữ Anh: Vietnam Baptist Convention, viết tắt: VBC), tên thường gọi Hội Thánh Báp-tít Ân điển (Grace Baptist Church), là một hệ phái Cơ Đốc giáo theo tín lí Báp-tít, hiện đang hoạt động tại Việt Nam. Hội Thánh này là thành viên chính thức của Liên minh Báp-tít Thế giới (en). Văn phòng trung ương được đặt tại Thành phố Hồ Chí Minh.
Sự hiện diện và phát triển của Hội Thánh Báp-tít Ân điển là minh chứng cho chân lí trong câu Kinh Thánh: "Thật, Ta bảo thật các ngươi: Nếu hạt lúa mì không rơi xuống đất và chết đi, nó vẫn chỉ là một hạt thôi; nhưng nếu chết đi, nó được kết quả nhiều." (Tin Lành Giăng 12:24, RVV11). Trải qua nhiều thăng trầm và biến động, Hội Thánh vẫn tiếp tục đứng vững và lan rộng, góp phần làm sáng danh Chúa trên quê hương Việt Nam.

## Lịch sử
Tổng hội Báp-tít Việt Nam khởi nguồn từ công cuộc truyền giáo của Ban Truyền giáo Quốc tế (en) đến từ Hoa Kỳ, bắt đầu từ năm 1959, tại Thành phố Hồ Chí Minh. Ngày 18 tháng 11 năm 1962, Hội Thánh Báp-tít đầu tiên tại Việt Nam được thành lập, bắt đầu sự hình thành của Tổng hội Báp-tít Việt Nam. Mặc dù các hoạt động truyền giáo đã diễn ra từ trước đó, nhưng phải đến năm 1989, tổ chức mới chính thức được thành lập với tư cách là một giáo hội có cơ quan độc lập.
Theo số liệu điều tra dân số do chính hội thánh công bố vào năm 2023, hệ phái này hiện có 509 hội thánh địa phương cùng với khoảng 51.000 tín hữu trên toàn quốc. Những con số này phản ánh sự phát triển đáng kể của cộng đồng Báp-tít tại Việt Nam trong bối cảnh tôn giáo còn chịu nhiều giới hạn và thách thức.

## Giáo dục thần học
Với mục tiêu đào tạo lãnh đạo thuộc linh và củng cố nền tảng đức tin cho thế hệ kế tiếp, vào năm 2023, Tổng hội Báp-tít Việt Nam đã thành lập Viện Thần học Báp-tít Việt Nam tại Thành phố Hồ Chí Minh. Đây được xem là một bước tiến chiến lược nhằm nâng cao chất lượng huấn luyện giáo sĩ và phục vụ cho công cuộc truyền giáo trong nước.